# Мајка Јерменија
Мајка Јерменија (јерм. Մայր Հայաստան Mayr Hayastan) споменик је у Јеревану, главном граду Јерменије, који представља женску персонификацију Јерменије. Статуа се налази у градском Парку победе.

## Историја
Садашња статуа Мајке Јерменије замењује монументалну статуу совјетског вође Јосифа Стаљина који је подигнут као победнички споменик након Другог светског рата. Током Стаљинове владавине Совјетским Савезом, Григор Харутјунјан, први секретар Централног комитета Јерменске комунистичке партије је, заједно са члановима владе, надгледао изградњу споменика који је завршен и откривен 29. новембра 1950. године. Статуа је сматрана ремек-делом вајара Сергеја Меркурова. Педестал је био дизајниран од стране архитекте Рафајела Израелијана, који је изграђен тако да подсећа на тробродну базилику јерменске цркве, и то због тога што је, како је и сам касније навео, „слава диктатора привремена”, па је зато изградио једноставни педестал.
У пролеће 1962. године статуа је уклоњена, када је један војник убијен, а многи рањени током тог процеса, а замењен је статуом Јерменије, коју је дизајнирала Ара Харутјунјан.
Статуа Мајке Јерменије висока је 22 метра, а укупна висина читавог споменика, заједно са педесталом, износи 51 метар. Изграђена је од бакра, док је педестал од базалта.

## Симболизам
Статуа Мајке Јерменије симболизује мир кроз снагу. Својим изгледом подсећа на неке истакнуте женске фигуре у јерменској историји, попут Сосе Мајринг и других, које су узеле оружје у руке како би помогле својим мужевима у њиховим сукобима са турским и курдским трупама. Такође подсећа на важан статус и вредност која се приписује старијим женским члановима јерменске породице.
Њена локација на брду изнад Јеревана чини је чуварем главног града Јерменије. Сваке године, 9. маја, хиљаде Јермена посећује статуу Мајке Јерменије како би положило цвеће у знак сећања на страдале Јермене у Другом светском рату. Педестал представља Војни музеј Мајке Јерменије Министарста одбране Јерменије. Када је изграђен, у њему је био смештен музеј посвећен Другом светском рату. Данас, изложбени простор великих димензија посвећен је рату за Нагорно-Карабах. Изложени су лични предмети, оружје и документи учесника, а зидови су украшени портретима. Међу тим историјским артефактима налази се и мапа на којој је приказана војна тактика Јерменије за заузимање Шушија.